# 2031
Rok 2031 (MMXXXI) gregoriánského kalendáře začne ve středu 1. ledna a skončí ve středu 31. prosince. V České republice bude mít 251 pracovních dnů a 13 státních a ostatních svátků, z toho 10 jich připadne na mimovíkendové dny. Dle židovského kalendáře nastane přelom roků 5791 a 5792, dle islámského kalendáře 1452 a 1453.

## Očekávané události
- červenec – Sonda JUICE by měla vstoupit na oběžnou dráhu Jupiteru.[1]
- V Praze by měl být zprovozněn první úsek linky metra D.[zdroj?]

## Fikce
Zde jsou uvedena některá díla, jejichž děj se odehrává (zcela nebo částečně) v roce 2031.

### Hudba
- Česká skupina Tata Bojs předpovídá rok 2031 ve svém albu Ležatá Osmička. Písnička se jmenuje 2031.
- April 2031 od skupiny Warrant, svět je změněn jadernou válkou

### Knihy
- Magic Tree House, Jack s Annie cestují na Měsíc

### Komiksy
- Soudce Dredd, je založeno Mega-City One

### Počítačové hry a videohry
- Deus Ex, Utah oznamuje svůj záměr vystoupit z USA
- MindJack, děj se odehrává v tomto roce
- Shadowrun, děj se odehrává v tomto roce

### Filmy
- Heavy Metal (1981), část The Harry Canyon začíná 3. července 2031
- Ledová archa (2013), příběh je zasazen do post-apokalyptické budoucnosti roku 2031

### Televize
- Blue Gender (1999-2000)
- Time Trumpet (2006-2008)
- Závod o dobytí Marsu (2007), v tomto roce dorazí první lidé na Mars